# Route nationale 204
Die Route nationale 204, kurz N 204 oder RN 204, war eine französische Nationalstraße.
Die Straße wurde im Jahr 1860, als die Grafschaft Nizza ein Teil Frankreichs wurde, festgelegt. Sie verlief zwischen Nizza und der italienischen Grenze bei Tende, wo sie in die Straße nach Moncalieri überging. Diese ist seit 1928 die italienische Staatsstraße 20. Nach dem Zweiten Weltkrieg kam es 1947 zur Grenzverschiebung, sodass die Staatsstraße 20 seitdem nach dem Tunnel de Tende beginnt. Die N 204 war damit 91,5 Kilometer lang. 1973 wurde sie zwischen Breil-sur-Roya und Nizza zur Departementsstraße 2204 abgestuft und ab 1978 neu geführt:
- N 204 italienische Grenze (SS 20) – Breil-sur-Roya
- N 204B Breil-sur-Roya – italienische Grenze (SS 20)

2006 erfolgte die Abstufung zur D 6204. Die D 2204 wurde 2012 zwischen Nizza und La Trinité zur Route métropolitaine und wird dort künftig eine neue Nummer bekommen.
Am 2. Oktober 2020 verursachte das Alpenhochwasser 2020 im Tal der Roya schwere Schäden an Brücken und Straßen, so dass der Verkehr über Tende nach Italien seitdem unterbrochen war. Am 27. Juni 2025 wurde ein neuer Straßentunnel samt Zuführungen freigegeben.